# Michael Wolff
Michael Wolff, né le 27 août 1953, est un écrivain et journaliste américain.

## Biographie

### Carrière
Il écrit régulièrement pour USA Today, The Hollywood Reporter, et l'édition britannique de GQ. Il a reçu deux National Magazine Award, un Mirror Award, et il a publié sept livres dont Burn Rate (1998) qui parle de sa propre entreprise internet, et The Man Who Owns the News (2008), une biographie de Rupert Murdoch. Pour ce dernier livre, il réussit à initialement gagner la confiance du magnat de la presse en critiquant le travail de ses confrères journalistes à son égard et en prenant la défense de son interlocuteur ; il réussit ainsi à obtenir des confidences faisant regretter par la suite à Rupert Murdoch d'avoir accepté de le rencontrer, l'ouvrage le présentant sous un jour négatif.
Il a co-foundé le site web agrégateur de nouvelles Newser et il a été éditeur de Adweek.
En janvier 2018, après avoir réutilisé qu'avec Rupert Murdoch la même tactique pour approcher le président, il publie le livre Fire and Fury: Inside the Trump White House, consacré à la première année de présidence de Donald Trump. L'ouvrage contient des descriptions peu flatteuses du comportement de Trump et du fonctionnement chaotique de son équipe, ainsi des commentaires désobligeants sur la famille Trump émis par l'ancien stratège en chef de la Maison Blanche, Steve Bannon. Avant même leur mise en vente le 5 janvier 2018, les versions imprimée et kindle ont atteint la tête de liste chez Amazon.com et sur le Apple iBooks Store. Donald Trump a tenté, en vain, de faire interdire la publication du livre, dont la sortie fut avancée au 5  au lieu du 9 janvier.

### Vie privée
Michael Wolff était autrefois marié à l'avocate Alison Anthoine. Ils ont trois enfants.
Il est maintenant marié à Victoria Floethe et ils ont deux enfants. Michael Wolff et Victoria Floethe sont les parents de Louise Wolff, née en 2015.

## Publications
- (en) White Kids, Simon & Schuster, 1979, 316 p. (ISBN 978-0-671-40001-9).
- (en) Where We Stand : Can America Make It in the Global Race for Wealth, Health, and Happiness?, Bantam Books, 1992 (ISBN 978-0-553-08119-0).
- (en) Burn Rate : How I Survived the Gold Rush Years on the Internet, Simon & Schuster, 1998, 272 p. (ISBN 978-0-684-85621-6).
- (en) Autumn of the Moguls : My Misadventures With the Titans, Poseurs, and Money Guys Who Mastered and Messed Up Big Media, HarperCollins, 2003, 381 p. (ISBN 978-0-06-662113-5).
- (en) The Man Who Owns the News : Inside the Secret World of Rupert Murdoch, Broadway Books, 2008 (ISBN 978-0-385-52612-8).
- (en) Television Is the New Television : The Unexpected Triumph of Old Media In the Digital Age, Penguin Group, 2015, 212 p. (ISBN 978-1-59184-813-4).
- (en) Fire and Fury: Inside the Trump White House, Henry Holt and Company, 5 janvier 2018 (ISBN 978-1-250-15806-2)[7].
- (en) Siege: Trump Under Fire, Henry Holt, 2019 (ISBN 978-1-250-25382-8)[8].
- (en) Landslide: The Final Days of the Trump Presidency, Henry Holt, 2021 (ISBN 978-1-250-83001-2).
- (en) The Fall: The End of Fox News and the Murdoch Dynasty, Henry Holt Henry Holt, 2021 (ISBN 978-1-250-87927-1)
- (en) All or Nothing: How Trump Recaptured America, Random House, février 2025 (ISBN 979-8-217-07071-8).